# Баскетбол

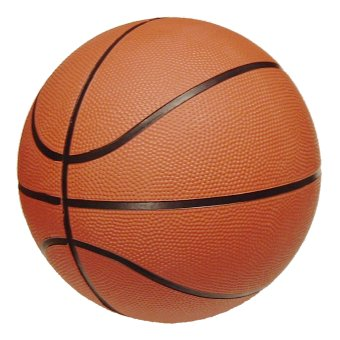
Баскетбольний м'яч

Баскетбо́л (англ. basketball від basket — «кошик» і ball — «м'яч»; заст., діал. кошикі́вка або коші́вка) — спортивна командна гра з м'ячем, який закидають руками в кільце із сіткою (кошик), закріпленою на щиті на висоті 3 метри 5 сантиметрів (10 футів) над майданчиком. Баскетбол є олімпійським видом спорту.
Грають дві команди по 5 осіб на майданчику 28×15 м. На коротких сторонах майданчика укріплені на щитах на висоті 305 см «кошики» — металеві кільця діаметром 45 см з мотузяною сіткою без дна. Переможцем визнається команда, якій вдалось більше число разів закинути м'яч у «кошик» супротивників. Тривалість гри — чотири періоди по 10 хвилин, з двохвилинними перервами між першою та другою і третьою й четвертою чвертями, та великою перервою у 15 хвилин між другим та третім періодом. У Національній баскетбольній Асоціації гра триває 48 хвилин і розбивається на 4 чверті.

Розмітка баскетбольного майданчика

Перший чоловічий чемпіонат світу проведено в 1950-у році, а в 1953-му — жіночий. У наші дні першості світу проводять кожні чотири роки. Найпрестижніші змагання серед збірних команд країн — Олімпійські ігри, Чемпіонат світу з баскетболу, а серед клубних — чемпіонат НБА та в Європі — Євроліга УЛЕБ, Єврокубок та Кубок виклику ФІБА.

## Назва
Джеймс Нейсміт назвав свою гру «Basket Ball» — від basket («кошик») і ball («м'яч»). Надалі назва трансформувалася у basketball — слово, яким в англійській мові називають як гру, так і баскетбольний м'яч. Воно запозичене до більшості мов світу, де вживається щодо гри з кошиком і м'ячем. У деяких країнах ця гра має свої назви, що є кальками з англ. basketball — пол. koszykówka, чеськ. košíková, хорв. і словен. košarka, лит. krepšinis (від krepšys — «кошик»), а також західноукраїнське «кошиківка», «кошівка». Впровадження кальки «кошиківка» до української спортивної термінології початку XX ст. пов'язують з ім'ям І. М. Боберського.
На думку Ольги Тулузакової, «кошиківка» належить до групи лексем, що дістали в СУМі функціональні чи стилістичні обмеження з причини наявності синоніма «баскетбол».

## Історія
Дослідники старовини давно запримітили, що людство, в різних кінцях світу та в різні часи, послуговувалося іграми та забавами з округлими предметами. Якщо для дітей то була чи не єдина забавка, то для дорослих це перетворювалося в певний символічний ритуал. І лише з початків ХХ століття людська цивілізація почала використовувати ігри як розвагу для вдосконалення свого тіла та своєї фізичної форми, а потім це перетворилося у спортивні змагання, як на аматорському рівні, так і на професійному.

### Передісторія
Історики, завдяки віднайденим артефактам та історичним манускриптам, запримітили, стародавні ігри з м'ячем перетворилися в атрибут ініціацій (присвят), танців, свят, ставши ритуальними атлетичними іграми.
Так найдавніші згадки про гру в м'яча, схожу на баскетбол, віднаходять в записах індіанських народностей Мексики і Центральної Америки і відноситься до 1500 року до нашої ери. Тлатчлі — культові ігрища, що проводилися на спеціально обладнаних стадіонах «тлахос» (залишки яких збереглися до наших днів), цей майданчик для гри, прямокутної форми, був оточений високими стінами (3-4 м) з трибунами для глядачів, а двом командам доводилося влучити каучуковим м'ячем в кільце суперників, яке було вертикально закріплене в середині короткої сторони майданчика. Плем'я мая грало в гру Пок-та-пок, яка за змістом нагадувала ацтекську.
Сучасні хроніки відмічають, що в подальші часи з'явилися інші, нові ігри з м'ячем, деякими елементами схожі на сучасний баскетбол: в Спарті грали в Епіскірус, в Стародавньому Римі в Харпастум, в Італії в Кальчо. Деякі ігри були привезені емігрантами до Північної Америки. Так французька гра VII—VIII століть Шуляж стала популярна у Флориді: гравці встановлювалися жердини з обручами на якомусь підвищенні і команди прагнули вразити ціль якомога більше разів, закидуючи туди округлого камінця чи зшитого з кусочків шкіри м'яча. Відома ще англійська гра Качка на камені: коли на великий камінь ставили якусь мішень і кидали в неї каміння. Вигравав, природно, найвлучніший.

### Винахід гри
На відміну від багатьох видів спорту, народження яких обросло міфами і легендами, початок баскетболу було точно задокументовано, адже його вигадав і впровадив Джеймс Нейсміт.

#### Передумови

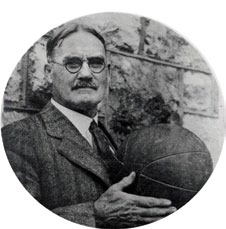
Зачинатель баскетболу — Джеймс Нейсміт

Канадець Джеймс Нейсміт, ще навчаючись в Університеті Макґілла в Монреалі, став відомим спортсменом, добиваючись спортивних успіхів виступаючи за свої команди в різних ігрових видах спорту (регбі, канадський і європейський футбол, гімнастика). Коли ж він перейшов на викладацьку роботу почав виношувати плани створення менш контактної гри. Тому йому в пригоді стала пропозиція від «Міжнародної Юнацької Християнської Асоціації» у Спрінгфілді (Массачусетс) перебратися туди й викладати фізичне виховання у тамтешній школі.
Якось в 1891 році доктор Лютер Гулік, завідувач кафедри фізкультури, звернувся до Нейсміта за допомогою для розв'язання проблеми завантаження учнівської молоді в часі холодної зими. Студенти коледжу зі Спрингфілда взимку просто мучилися від нудьги і туги на заняттях фізичного виховання: нескінченні гімнастичні вправи, які в той час були практично єдиним засобом залучення молоді до спорту, вже мало кого надихали. Відтак Нейсміту необхідно було вигадати цікаву забаву-гру, для того, щоб учні не бовталися без справи, а знайшли вихід своєї невичерпній енергії. Спершу, Нейсміт хотів проводити в залі футбольні матчі (саме європейський варіант футболу) на час зими, але спортивний зал школи був замалий для цього виду спорту, а американський футбол та регбі були надто контактними видами і це створювало би ще більшу напругу та конфліктність в межах школи, все це й поставило Нейсміта перед фактом: доведеться винаходити щось нове.
Нейсміт міркував просто: ігри з м'ячем завжди були дуже популярні, проте для маленьких м'ячів потрібно додаткове обладнання: рукавички, біти, ракетки та інше спорядження, а ще — великий зал. Тоді Джеймс вигадав п'ять основних принципів для майбутньої гри: для гри потрібен м'яч, великий і легкий, з яким зручно грати («м'яч повинен добре лягати на руку»); бігти з м'ячем в руках заборонено; під час гри м'ячем може володіти будь-який гравець будь-якої команди; обидві команди можуть гуртуватися в будь-якому місці майданчика, але фізичні контакти заборонені; кільце знаходиться в горизонтальній площині і підвішено високо над головами гравців.

#### Презентація гри

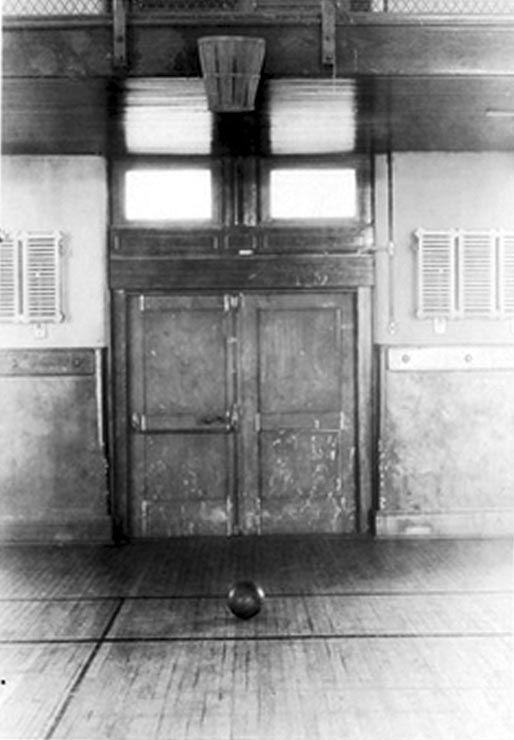
Перший баскетбольний зал, коледж молоді YMCA Спрингфілд, Массачусетс. Кошик для персиків прикріплений до балкона.

У спортивному класі доктора Нейсміта навчалися 18 школярів, яких він і обрав у грудні 1891 року щоби презентувати свою гру. Поки діти, кілька днів, освоювали ази нової гри, Нейсміт готував майданчик та інвентар. Спершу був потрібен великий м'яч — від осіннього сезону залишилася їх достатня кількість. Потім Нейсміт попросив шкільного доглядача Попа Стеббінса прибити на висоті трьох метрів пару ящиків, які розташовувалися на протилежних сторонах бігової доріжки їхнього спортивного залу. Правда, ящиків не знайшлося, тож Поп запропонував замість них кошики з-під персиків.
Презентували гру 21 грудня 1891 року. Учасники вийшли з футбольним м'ячем, до поручнів балкона, по обидва боки спортивного залу, Нейсміт прикріпив два кошики від персиків. На додачу до всього, вивісив на дошці оголошень список з тринадцяти правил, якими гравці мали послуговуватися. Розміри ігрового майданчика становили 15,24 на 10,66 метра. Перший влучний кидок в історії баскетболу (до речі, єдиний в тому матчі) вдався Вільяму Чейзу. Виконав він його з відстані 7,6 метра, з центру майданчика, після чого його команда перемогла з, дивним для нашого часу, рахунком — 1:0.
Той перший показовий виступ лише віддалено нагадував теперішні баскетбольні видовища. На початку в баскетболі ведення м'яча взагалі не існувало, гравці команд перекидали м'яч один одному, стоячи на одному місці, і намагалися закинути його в кошик. Кидок здійснювався обома руками знизу або від грудей. Після вдалого кидка кому-небудь з гравців доводилося забиратися на приставлені до стіни сходи, і діставати з кошика закинутий м'яч. Це більше було поєднання гімнастичних вправ з м'ячем. Та мета доктора Нейсміта — створити гру саме колективну, в яку можна було б залучити якомога велику кількість учасників була досягнута. Тому керівництво продовжило його експеримент, а діти надихали на вдосконалення правил та інвентарю.

#### Правила гри і перша гра
На початках баскетболу зчаста виникали суперечки між гравцями. Це спонукало Джеймса Нейсміта вдосконалити свої правила й поширити їх серед молоді. Розписавши всі 13 правил нової гри, Нейсміт вивісив їх на дошці оголошень, щоб його учні ознайомилися з ними. А згодом, в січні 1892 року, опублікував їх в шкільній газеті «Трикутник» під заголовком «У нас є нова спортивна гра».
Перша офіційна гра була проведена в гімназії YMCA в Олбані, штат Нью-Йорк, 20 січня 1892 р. з дев'ятьма гравцями. Гра закінчилася на рахунку 1–0; постріл був зроблений з 25 футів (7,6 м) на майданчику, розмір якого був майже вдвічі менше, ніж сучасний.

### Становлення гри
Християнська асоціація молодих людей, на ті часи, курувала значну кількість шкіл в Північній Америці, відтак вони рекомендували широко використовувати гру в своїх філіях. Таким чином, гра почала поширюватися в США. Перший офіційний матч між жіночими командами було проведено в 1892 році і з того часу баскетбол стали вважати спортивною грою.

### Професійний баскетбол
Протягом 1920-х у містах Сполучених Штатів масово з'являються команди професіоналів. Створюються баскетбольні ліги, в яких грають такі команди, як Original Celtics, New York Renaissance Five, Harlem Globetrotters; вони проводять до 200 матчів на рік. У 1946 створюється Баскетбольна асоціація Америки (БАА), у 1949 році вона зливається з Національною баскетбольною лігою (НБЛ) в Національну баскетбольну асоціацію (НБА).

### Міжнародні ігри
У 1932 році засновано Міжнародну федерацію баскетболу (ФІБА), до якої первісно входили 8 країн-засновниць: Аргентина, Чехословаччина, Греція, Італія, Латвія, Португалія, Румунія і Швейцарія. До програми Олімпійських ігор змагання з баскетболу впроваджені на Олімпіаді-1936 у Берліні (хоча показовий турнір проведено ще в 1904).

## Позиції гравців

Позиції гравців у баскетболі: 1 — розігруючий захисник; 2 — атакувальний захисник; 3 — легкий форвард; 4 — важкий форвард; 5 — центровий.

Основних баскетбольних позицій або амплуа в баскетбольній команді три: захисник, форвард і центровий. Якщо деталізувати кожну з них, то в результаті вийде п'ять ігрових амплуа, кожне з котрих має свій набір функцій та задач. Переважно, при нападі й захисті гравець однієї позиції діє проти свого візаві, котрий має те ж саме амплуа — так центровий найчастіше входить у силовий контакт із центровим, захисник — із захисником і т. д. Амплуа гравців розподіляються таким чином:
- розігруючий захисник (професійною термінологією — «перший номер», скорочено РЗ);
- атакуючий захисник («другий номер», АЗ);
- легкий форвард («третій номер», ЛФ);
- важкий форвард («четвертий номер», ВФ);
- центровий («п'ятий номер», Ц).

Дані позиції не регулюються правилами баскетболу і носять, як правило, лише формальний характер. Баскетбольні позиції класифікують у дві основні групи: напад (передня лінія) та захист (задня лінія).

## Правила гри

Розміри щита і кошика

Розміри поля за правилами ФІБА 2010 року

Перші правила гри в баскетбол сформулював американець Джеймс Нейсміт. Вони складалися лише з 13 пунктів. З часом баскетбол змінювався, змін вимагали і правила. Перші міжнародні правила гри прийняті 1932 року на першому конгресі ФІБА, після цього вони багаторазово коректувалися і змінювалися, останні значні зміни внесені 1998 і 2004 року. З 2004 року правила гри залишаються незмінними. Правила гри дещо відрізняються в НБА і чемпіонатах, що проводяться під егідою ФІБА (Чемпіонати світу, Олімпійські ігри, Чемпіонати континентів, міжнародні та національні першості європейських клубів).
В баскетбол грають дві команди, зазвичай по дванадцять осіб (як чоловіки, так і жінки), від кожної з яких на майданчику одночасно діють п'ять гравців. Мета кожної команди в баскетболі — закинути баскетбольний м'яч у кошик суперника і перешкодити іншій команді опанувати м'ячем і закинути його в кошик своєї команди. М'ячем грають тільки руками. Бігти з м'ячем, не ударяючи їм в підлогу, навмисно бити по ньому ногою, блокувати будь-якою частиною ноги або бити по ньому кулаком — порушення. Випадкове ж зіткнення або торкання м'яча стопою або ногою не є порушенням.
Переможцем в баскетболі стає команда, яка після закінчення ігрового часу набрала більшу кількість очок. При рівному рахунку після закінчення основного часу матчу призначається овертайм (зазвичай п'ять хвилин додаткового часу), у разі, якщо і після його закінчення рахунок буде рівним, призначається другий, третій овертайм і т. д., до тих пір, поки не буде виявлений переможець матчу.
За одне влучення м'яча в кільце може бути зарахована різна кількість очок:
- 1 очко — кидок зі штрафної лінії;
- 2 очки — кидок з середньої або близької дистанції (ближче триочкової лінії);
- 3 очки — кидок з-за триочкової лінії на відстані 6 м 75 см (7 м 24 см в Національній баскетбольній асоціації);

Гра офіційно починається спірним кидком в центральному колі, коли м'яч правильно відбитий одним з гравців. Матч складається з чотирьох періодів по десять хвилин (дванадцять хвилин в Національної баскетбольної асоціації) з перервами по дві хвилини. Тривалість перерви між другою і третьою чвертями гри — п'ятнадцять хвилин. Після великої перерви команди повинні помінятися кошиками.
Гра може відбуватися на відкритому майданчику і в залі висотою не менше 7 м. Розмір поля — 28×15 м.
Баскетбольні (стритбольні) щит, кільце, опори. Щит розміром 180х105 см від стійки. Від нижнього краю щита до підлоги чи ґрунту повинно бути 275 см. Кошик — це металеве кільце, обтягнуте сіткою без дна. Він кріпиться на відстані 0,31 м від нижнього обріза щита. Баскетбольний м'яч. Встановлена стандартами ФІБА для чоловічих змагань окружність баскетбольного м'яча — 74,9-78 см, маса — 567—650 г (для жіночих відповідно 72,4-73,7 см і 510—567 г).

### Порушення
- Аут — м'яч вийшов за межі ігрового майданчика.
- Пробіжка — гравець, який контролює «живий» м'яч, здійснює переміщення ніг понад обмеження, встановлене правилами.
- Порушення ведення м'яча, що включає в себе проніс м'яча, подвійне ведення.
- Три секунди — гравець нападу перебуває в зоні штрафного кидка більше ніж три секунди у той час, коли його команда володіє м'ячем у зоні нападу.
- П'ять секунд — гравець при виконанні вкидання не розлучається з м'ячем впродовж п'яти секунд.
- Вісім секунд — команда, що володіє м'ячем із зони захисту не вивела його в зону нападу за вісім секунд.
- 24 секунди — команда володіла м'ячем понад 24 секунди. Тоді м'яч віддається команді суперника.
- Опікуваний гравець — гравець тримає м'яч більше п'яти секунд, у той час як суперник його щільно опікає.
- Порушення повернення м'яча в зону захисту — команда, що володіє м'ячем у зоні нападу, перевела його в зону захисту.

### Фоли

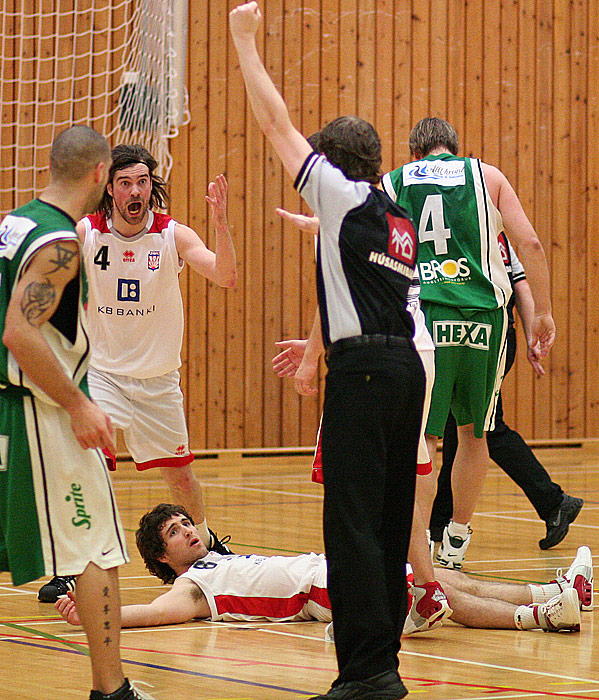
Суддя фіксує фол

Фол в баскетболі — недотримання правил, викликане персональним контактом або неспортивною поведінкою. Серед видів фолів є такі як:
- персональний;
- технічний;
- неспортивний;
- дискваліфікуючий.

Гравець, який отримав 5 фолів (6 фолів у НБА) в матчі повинен покинути ігровий майданчик і не може брати участь у матчі (але при цьому йому дозволяється залишитися на лаві запасних). Гравець, що отримав дискваліфікуючий фол, повинен залишити місце проведення матчу (гравцеві не дозволяється залишитися на лаві запасних).
Тренер дискваліфікується, якщо:
- він зробить 2 технічних фоли;
- офіційна особа команди або запасний гравець здійснять 3 технічних фоли;
- тренер здійснить 1 технічний фол, і офіційна особа команди або запасний гравець здійснять 2 технічних фоли.
- порушується заборона нецензурної лайки і образ.

Кожен фол йде в рахунок командних фолів, за винятком технічного фолу, отриманого тренером, офіційною особою команди чи гравцем на лавці запасних.

## Структура баскетбольних змагань
На зорі свого становлення, баскетбольні турніри виникали спорадично й були нетривалими. Більшість проводилася на батьківщині баскетболу — Північній Америці. Перебравшись до Азії та Європи, в баскетбол більше грали на виставкових іграх чи аматорських турнірах. Згодом адміністративним локомотивом стала Європа, адже все частіше почали змагатися команди із різних країн та й побільшало їх. Відтак в 1920-тих роках починають активно створюватися національні федерації баскетболу, які й почали влаштовувати перші офіційні міжнародні зустрічі.
Суттєвим поштовхом у визнанні та розвитку баскетболу став 1935 рік, коли Міжнародний олімпійський комітет виніс рішення про визнання баскетболу олімпійським видом спорту. І уже в 1936 році він з'являється в програмі Олімпійських ігор в Берліні.

### Змагання під егідою ФІБА
Після того, як перші 11 асоціацій в 1932 році утворили ФІБА, вони постановили, передусім, курирувати і надавати підтримку офіційним міжнародним першостям, турнірам. Першим великим змаганням під егідою ФІБА вважається 1-й чемпіонат Європи, що відбувся в Женеві в 1935 році. Потім був перший офіційний баскетбольний турнір в рамках Олімпійських ігор 1936 року в Берліні.
Після другої світової війни, баскетбол почав знову набирати обороти, а міжнародні асоціації (національні асоціації, ФІБА та Олімпійські комітети) тому сприяти. Так починаючи з 1950 року, зачали регулярний чемпіонат світу з баскетболу серед чоловіків, а з 1953 року в цьому змаганні починають брати участь і жінки. Тепер ці два турніри проводяться незалежно один від одного, з інтервалом раз на чотири роки.
Під егідою ФІБА також проходять континентальні першості на всіх п'яти континентах планети. Окрема складова роботи ФІБА — підтримка дитячо-юнацького руху, відтак вони опікуються юніорськими (до 18 років) і юнацькими (до 20 років) першостями континентів, які проводяться виключно в країнах Америки, Африки і Європи.
Починаючи з 1936 року, баскетбольні турніри постійно входять в програму Літніх Олімпійських ігор. Організацією та проведенням таких турніром займаються країна організатор Олімпійських ігор, а також в рівній мірі ФІБА і МОК.
Під егідою ФІБА, з 1972 року по 2002 рік, проводився популярний в Європі міжнародний турнір — Кубок Ронкетті, з 2003 року - Жіночий Єврокубок (FIBA EuroCup Women).
Загалом, баскетбольний турнір на Олімпійських іграх, під егідою ФІБА, проводиться у високосні роки. У проміжках між ними відбуваються: чемпіонати світу (парні роки) та чемпіонати континентів (непарні роки).
Важливим фактором для розвитку баскетболу стали клубні змагання та турніри, яким на найвищому рівні надає підтримку ФІБА. Так в Європі широкою популярністю користуються розіграші кубка європейських чемпіонів (беруть участь чемпіони національних першостей), Кубка володарів кубків (другі команди чемпіонатів країн або володарі кубка) і багато інших змагань.

## Баскетбольна інфраструктура
Спершу, на початку ХХ століття ручні ігри з м'ячем розглядалися, як розважальна частина сезонних видів спорту олімпійської програми. Зокрема, легкоатлети займалися обраним ними видом спорту в літні місяці, а взимку, в умовах залу, підтримували спортивну форму різноманітними іграми в м'яч. На цій підставі Міжнародна асоціація легкоатлетичних федерацій (ІААФ) створила комісію для контролю за ручними іграми з м'ячем. В 1928 році на базі цієї комісії створюється Міжнародна аматорська федерація гандболу (МАГФ). Зважаючи на суттєві історичні особливості у розвитку та прогресуючу популярність гри «каучуковим м'ячем», відповідно вибудувалася доволі уніфікована спортивна інфраструктура та ієрархія в цьому виді спорту.

### Баскетбольна структура (управління)
Громіздка міжнародна організація, яка об'єднувала кілька самостійних видів спорту, не могла повною мірою сприяти розвитку баскетболу. Зростання кількості баскетболістів та численні турніри й ігри у різних країнах призвели до утворення, з 1919 року, в ряді країн національних баскетбольних федерацій.
Це й спонукало спортивних ентузіастів на чолі з Елмері Бері (США) до скликання першої баскетбольної конференції. 18 червня 1932 року в Женеву з'їхалися представники 11 країн і утворили Міжнародну федерацію баскетболу, яка би координувала чимало розрізнених подій довкола баскетболу, який з кожним роком набирав оборотів і ставав чимраз популярнішим. Того ж року на першу установчу нараду зібралися представники восьми національних комітетів баскетболу — Аргентини, Греції, Італії, Латвії, Португалії, Румунії, Чехословаччини та Швейцарії, які і виробили загальні принципи міжнародного баскетбольного руху. Під головуванням Елмері Бері було ухвалено рішення затвердити статут нової федерації і основні принципи роботи; виробити єдині міжнародні правила; курирувати і надавати підтримку офіційним міжнародним першостям, турнірам, зустрічам аматорських команд, допомагати національним федераціям у розвитку баскетболу.
На перших порах американці сторонилися асоціації, намагаючись доводити свої пріоритети тим, що вони, зачинателі баскетболу, мають свій погляд на всі міжнародні процеси. До того ж вони мали уже доволі розвинуту баскетбольну інфраструктуру, яка не мала наміру, на перших порах, інтегруватися в щойно народжену світову мережу. З роками, баскетбол захопив усі країни світу, американська асоціація також долучилася до його розвитку, що ще більше вплинуло на його популярність.
Організація, яка об'єднує всі національні баскетбольні федерації, і визначає основні напрямки розвитку світового баскетболу, має назву Міжнародна федерація баскетбольних асоціацій. Ця організація, штаб-квартира якої знаходиться у швейцарському місті Женева, проводить Чемпіонати світу з баскетболу, а також ряд інших міжнародних змагань. Головним виконавчим органом ФІБА є конгрес, який проводиться раз на 4 роки. У проміжку між конгресами керівним органом є центральне бюро, що наділене повноваженнями конгресу, яке збирається раз на 2 роки. Між сесіями центрального бюро його функції виконує виконавча комісія в складі 7 осіб.
Якщо зачинателями було лише 11 асоціацій, то вже 1948 року членами ФІБА стали 50 країн. А в день свого 50-річчя (1985 рік) ФІБА об'єднувала 157 країн на п'яти континентах і понад 100 мільйонів баскетболістів. Важливим фактором став розширений конгрес ФІБА 1989 року, що відбувся в Мюнхені, який ухвалив рішення, про допуск професійних баскетболістів у всі змагання, які організовує ФІБА, в тому числі й Олімпійські ігри. Таке рішення було ухвалено тому, що аматорський баскетбол піднявся до рівня професійних гравців та міг повною мірою протистояти професіоналам. Це стало ще більшим поштовхом в розвитку баскетболу.

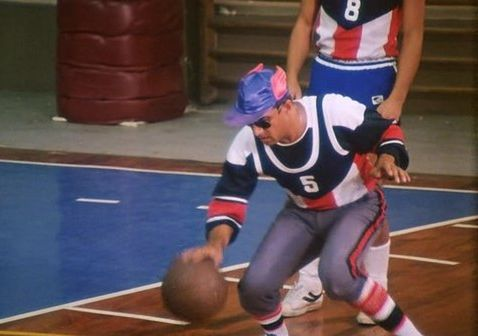
Адріано Челентано грає у баскетбол, кадр з фільму «Приборкання норовистого» (1980)